# Неперервний сигнал
Неперервна хвиля або неперервний сигнал (англ. continuous wave) — це електромагнітна хвиля з постійними амплітудою, частотою і, в математичному аналізі, з нескінченною тривалістю. Поняття неперервної хвилі також використовувалося для перших методів радіопередачі, в якій хвиля-носій вимикалася і вмикалася. Інформація передавалася за допомогою змінної довжини періодів включення і виключення сигналу, наприклад азбукою Морзе в ранніх радіосистемах. На початку бездротової телеграфії за допомогою радіопередачі CW хвилі також називалися "незатухаючими хвилями", щоб відрізнити цей метод від передачі згасаючої хвилі.